# Каштан в Онуфріївці
Каштан в Онуфріївці — ботанічна пам'ятка природи місцевого значення. Об'єкт розташований на території Онуфріївського району Кіровоградської області, смт Онуфріївка.

## Опис
Площа — 0,01 га, статус отриманий у 1993 році. Обхват 4,7 м, висота 20 м, вік 190 років. Посаджений у 1822—1825 рр. Іваном Абровицьким, службовцем у графа Д. М. Толстого. Статус ботанічної  пам'ятки природи одержав в 1993 р. Один з найстаріших каштанів у  Україні. Росте в м. Онуфріївка, вул. М. Скляра, 7 на території Онуфріївського вузла зв'язку, Кіровоградська область. Дерево має чотири стовбури, а також дупло, яке підлягає пломбуванню.

## Галерея

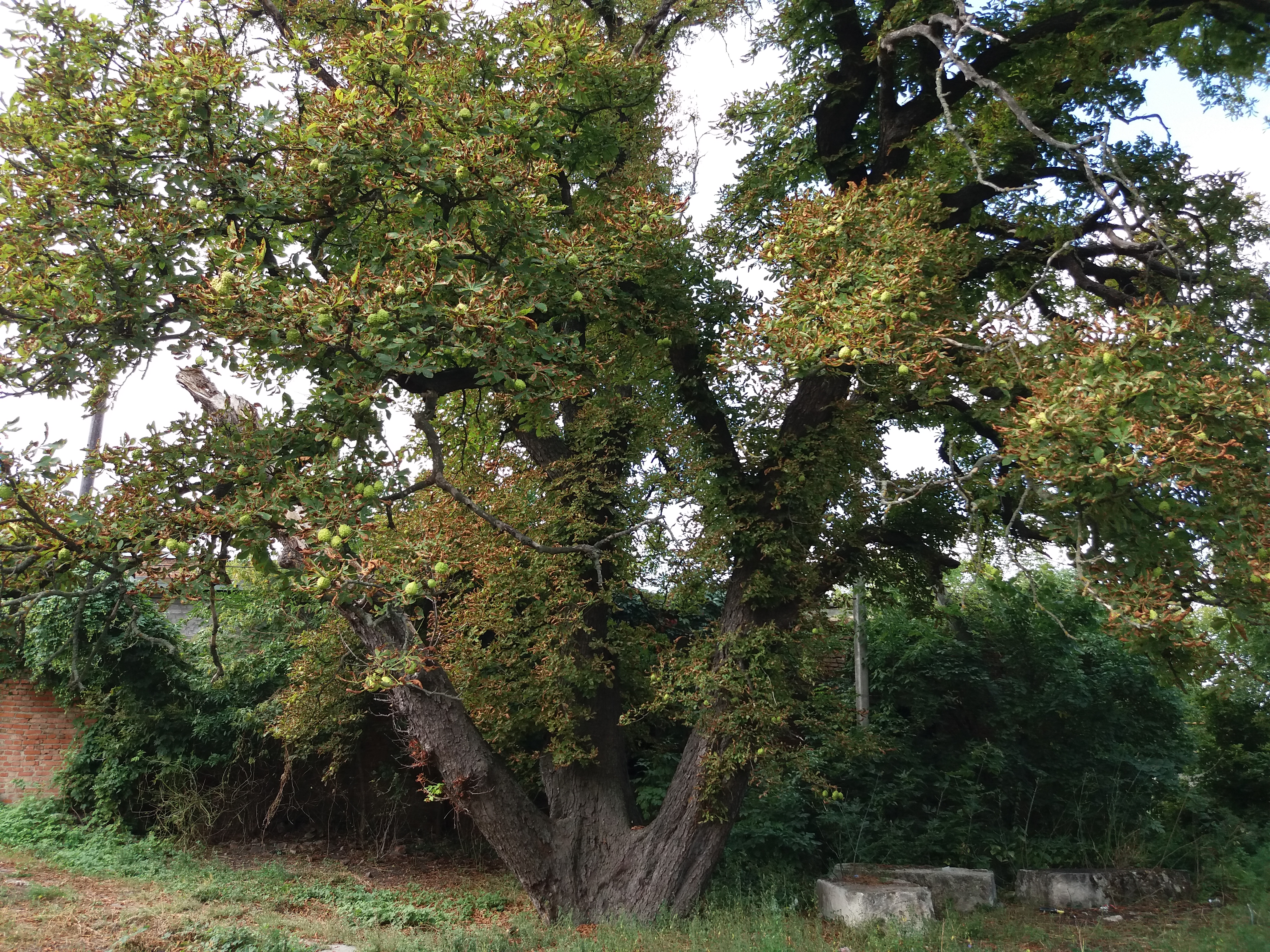
Каштан у серпні 2019
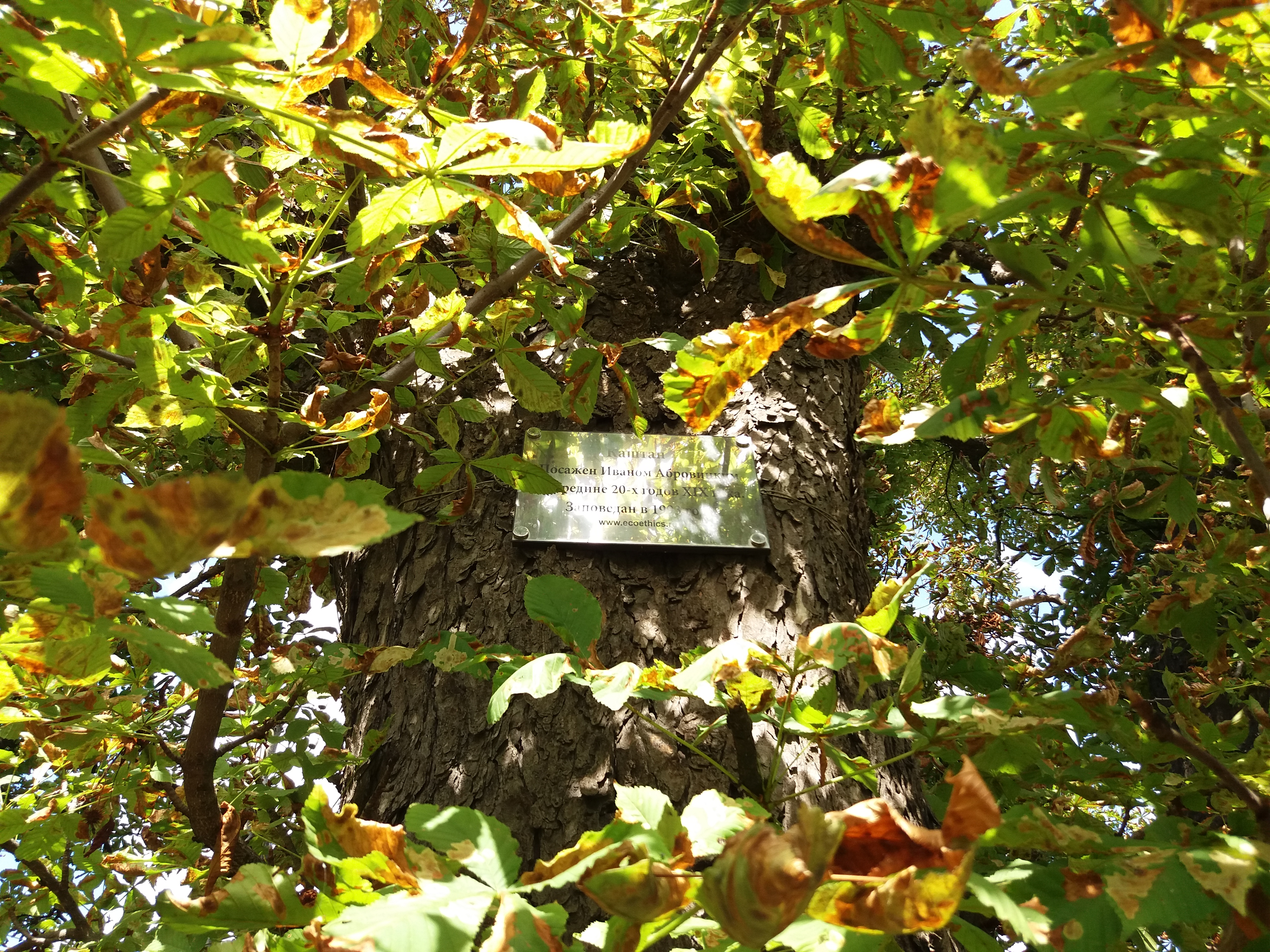
Інформаційна табличка